# Diplôme d'études universitaires scientifiques et techniques
Cet article possède un paronyme, voir Diplôme universitaire d'études scientifiques.
Pour les articles homonymes, voir Diplôme d'études.
Le diplôme d'études universitaires scientifiques et techniques (DEUST) est un diplôme français d'enseignement supérieur qui se prépare en deux ans.

## Présentation
Le DEUST est une formation professionnalisante, elle peut être réalisée en alternance et est ciblée sur un secteur particulier (informatique, traitement des eaux, etc.). Elle vise à l'insertion immédiate de l'étudiant dans le monde professionnel et, pour cela, rend obligatoire la réalisation de plusieurs stages. L'équipe pédagogique est composée d'universitaires, de professionnels (directeur en ressources humaines, par exemple) de la matière enseignée et d'intervenants proposant une vision actuelle de leur domaine propre.
Ce diplôme peut être éventuellement suivi d'une licence professionnelle (bac +3). Certaines écoles d'ingénieur (en particulier celles qui sont orientées vers l'industrie) admettent des étudiants issus d'un DEUST en première année de cycle ingénieur. 
La réforme LMD tend à raréfier cette formation au profit des BUT et BTS.